# 鶴保庸介
鶴保 庸介（つるほ ようすけ、1967年〈昭和42年〉2月5日 - ）は、日本の政治家。自由民主党所属の参議院議員（5期）。
内閣府特命担当大臣（沖縄及び北方対策、クールジャパン戦略、知的財産戦略、科学技術政策、宇宙政策）、国土交通大臣政務官（第1次小泉改造内閣・第1次小泉再改造内閣・第2次小泉内閣）、参議院予算委員長、参議院厚生労働委員長、参議院決算委員長、参議院議院運営委員長、国土交通副大臣（第2次安倍内閣）、自由民主党参議院政策審議会長等を歴任した。
現在、株式会社東洋マテリアル（和歌山市松江北）の顧問も務める。

## 来歴
大阪府大阪市生まれ。大阪府立天王寺高等学校卒業後、東京大学文科一類に入学。専門課程では東京大学法学部に進学し、若泉敬の国際政治学を学ぶ。東京大学法学部卒業後、衆議院議員小沢一郎の秘書を務める。
1996年の第41回衆議院議員総選挙に和歌山2区から新進党公認で立候補したが落選。1998年、第18回参議院議員通常選挙に自由党公認で和歌山県選挙区から出馬する。このとき二階俊博の陣頭指揮のもとで選挙活動を行い、自由民主党現職の元法務大臣前田勲男を破り、当時最年少の31歳で初当選。これ以来、二階の庇護の元で生きる「生粋の二階派」となった。
2000年の自由党分裂に際しては自自公連立政権に残留する道を選択し、保守党結党に参画する。その後保守新党を経て自民党に所属。2002年、第1次小泉第1次改造内閣で国土交通大臣政務官（国土関係施策、北海道開発関係施策、研究・学園都市の推進に関する事務等の担当）に任命された。第1次小泉第2次改造内閣（補職は安全危機管理、運輸・交通関係施策、航空関係事務となる）で留任し、その後の第2次小泉内閣で再任される。
2001年頃から事実婚の関係にあった自民党衆議院議員野田聖子が、2005年の郵政国会で郵政民営化法案に反対票を投じ、第44回衆議院議員総選挙に無所属で出馬することを決める。これを受けて同年8月10日、「夫としては当然、妻の応援に向かわねばならない」と述べ、所属する二階グループに退会届を提出した（選挙後に撤回）。なお、この総選挙で初当選して同じ二階グループに所属することになる川条志嘉は、2004年の第20回参議院議員通常選挙では民主党公認で和歌山県選挙区から出馬し、鶴保に敗れていた。
2009年の第45回衆議院議員総選挙では、鶴保が所属する二階グループの衆議院議員は会長の二階俊博を除く全員が落選し、二階・鶴保・泉信也の衆院議員1人と参院議員2人の二階グループは伊吹派に合流した。
2010年7月の第22回参議院議員通常選挙に自民党公認で和歌山県選挙区から出馬。自民党に復党した野田聖子の応援も受け、3選を果たす。同年10月、参議院決算委員長に就任し、2011年には参議院議院運営委員長に就任した。議院運営委員長ポストは2010年の第22回参議院議員通常選挙で与党（民主党・国民新党）が参議院で過半数割れを起こして以降、自民党議員に割り当てられていた（前任は鈴木政二）。
2012年12月、第2次安倍内閣で国土交通副大臣に任命され、2013年9月まで務める。2014年9月、自由民主党参議院政策審議会長に起用された。

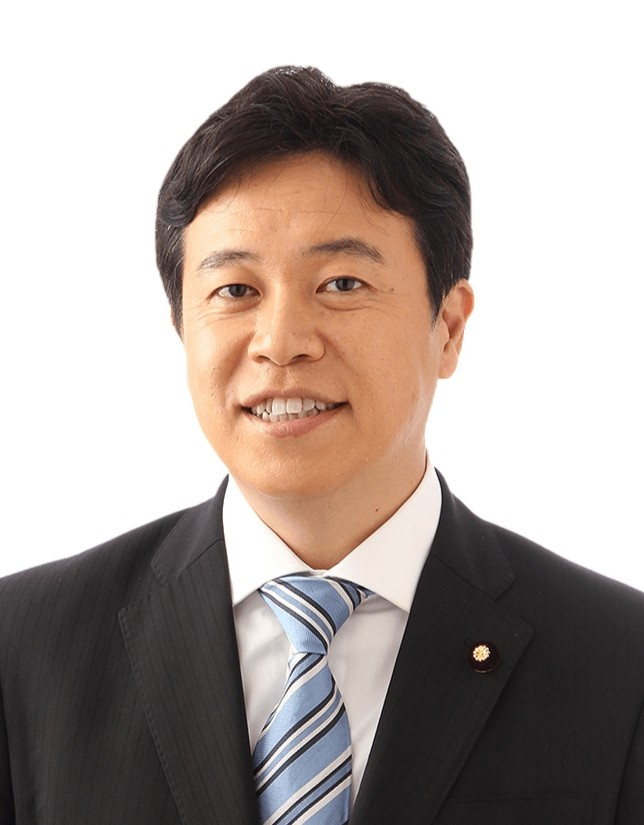
2016年、内閣府より公表された肖像

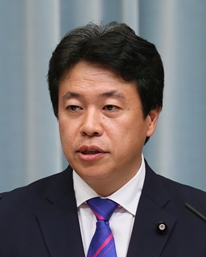
2016年、内閣府特命担当大臣就任時の記者会見にて

2016年7月の第24回参議院議員通常選挙に自民党公認、公明党推薦で和歌山県選挙区から出馬し4選。2016年8月、内閣府特命担当大臣（沖縄及び北方対策、クールジャパン戦略、知的財産戦略、科学技術政策、宇宙政策）として初入閣。
2021年に行われた自由民主党総裁選挙では、野田聖子の推薦人として名を連ねた。
2022年7月の第26回参議院議員通常選挙に自民党公認、公明党推薦で和歌山県選挙区から出馬し5選。近畿地方のNHKの開票速報では1番目に当選確実の報道がなされた。この選挙において全国トップの得票率で当選、また全国で唯一の得票率70%を超え（72.06%）を果たした。
2022年12月23日、衆議院和歌山1区選出の岸本周平が2022年11月27日実施の和歌山県知事選挙に立候補（結果は当選）し、欠員が生じたことから2023年4月実施予定の第49回衆議院議員補欠選挙に和歌山1区から立候補する方向で調整されていることが報じられた。しかし、その後県連内で異論が出たため、二階俊博県連会長らの協議した結果、門博文元衆院議員の擁立が決定した。投開票の結果、門は日本維新の会公認候補の林佑美に敗れ落選した。
2023年2月8日、在職25年となり、参議院より永年在職議員の表彰を受けた。
2023年6月13日、県連は衆議院小選挙区の「10増10減」に伴い区割り変更された新和歌山1区の党支部長に鶴保を充てることを決めた。2024年4月28日、和歌山市内で記者会見を開き、和歌山1区からのくら替え出馬を断念すると表明した。派閥の裏金事件で県選出の世耕弘成前参議院幹事長が離党したことを受け、党所属の県選出参議院議員が不在になることを懸念した和歌山県連有志や県町村会の岡本章会長が見送りを要請していた。
2025年1月24日、参議院の予算委員長に選出された。同年7月14日、自身の失言（後述）の責任をとり、参議院予算委員長を辞任。

## 政策・主張

### 憲法
- 憲法改正について、2022年のNHK、毎日新聞社のアンケートで「賛成」と回答[22][23]。
- 9条改憲について、2022年の毎日新聞社のアンケートで回答しなかった[23]。自衛隊に関し、2002年のアンケートで「違憲」と回答[24]。9条への自衛隊の明記について、2022年のNHKのアンケートで回答しなかった[22]。
- 憲法を改正し緊急事態条項を設けることについて、2022年のNHKのアンケートで回答しなかった[22]。

### 外交・安全保障
- 敵基地攻撃能力を持つことについて、2022年のNHKのアンケートで「どちらかと言えば賛成」と回答[22]。
- 沖縄の米軍基地問題に関して、1996年の時点では「沖縄に偏在する在日米軍基地は戦略上のものですが、武器の高性能化が進んだ現在、以前より必然性はありません。従って（沖縄の）基地は整理縮小に向かうべきです」としていた[25]。2010年の時点では、普天間飛行場の移設には賛成とし、移設先は辺野古の「キャンプ・シュワブ沿岸部」が望ましい、とした[26][27]。2016年に沖縄及び北方対策担当大臣に就任した後も、普天間飛行場は「沖縄経済の阻害要因になっている」と述べ、普天間飛行場の返還は喫緊の課題であるとした[28]。普天間基地の辺野古移設について、2022年の毎日新聞社のアンケートで回答しなかった[23]。
- 集団的自衛権に関して、2002年の時点では「行使できないままにしておくべき」としていた[24]。その後態度を変え、2010年には「憲法を改正した上で集団的自衛権の行使を可能にすべき」とした[29]。2016年には、憲法を改正しないままに集団的自衛権の行使を定めた平和安全法制を「評価する」とし[30][31]、賛成票を投じた[32]。
- ロシアは2022年2月24日、ウクライナへの全面的な軍事侵攻を開始した[33]。日本政府が行ったロシアに対する制裁措置についてどう考えるかとの問いに対し、2022年のNHKのアンケートで「適切だ」と回答[22]。同年の毎日新聞社のアンケートで「今の制裁で妥当だ」と回答[23]。
- 2022年6月7日、政府は経済財政運営の指針「骨太方針」を閣議決定した。NATO加盟国が国防費の目標としている「GDP比2％以上」が例示され、防衛力を5年以内に抜本的に強化する方針が明記された[34]。「防衛費を今後どうしていくべきだと考えるか」との問いに対し、2022年のNHKのアンケートで「ある程度増やすべき」と回答[22]。
- 徴用工訴訟問題や慰安婦問題などをめぐり日韓の対立が続くなか、関係改善についてどう考えるかとの問いに対し、2022年の毎日新聞社のアンケートで回答しなかった[23]。

### ジェンダー
- 選択的夫婦別姓制度の導入について、2004年の時点では反対した[35]、2010年には反対する請願を国会に提出[36]。2004年の時点では「例外的に認める」制度であれば賛成、としていた[35]。2016年の朝日新聞社のアンケートで「賛成」と回答[37]。2022年のNHKのアンケートで「どちらかと言えば反対」と回答[22]。同年の毎日新聞社のアンケートで回答しなかった[23]。
- 同性婚を可能とする法改正について、2022年のNHK、毎日新聞社のアンケートで回答しなかった[22][23]。
- クオータ制の導入について、2022年のNHKのアンケートで回答しなかった[22]。

### 文部科学政策

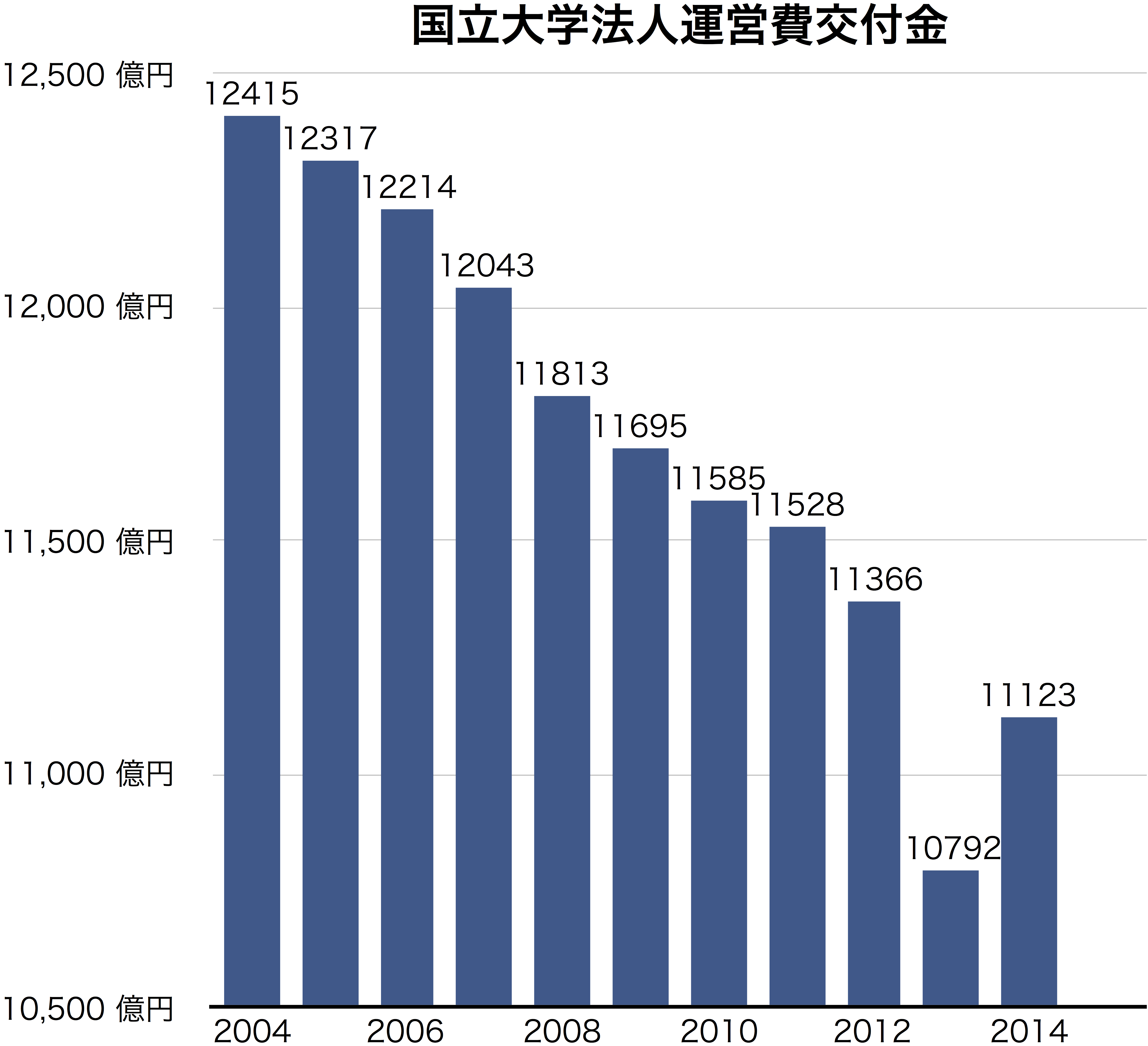
国立大学法人運営費交付金の推移（2004年度 - ）

- 生物学者の大隅良典が、国立大学法人運営費交付金が毎年削減される（右のグラフも参照）[38]なかで、研究者が新しいものを生み出せなくなっていることを危惧し[39]、ノーベル生理学・医学賞を受賞した2016年10月、「この研究をやったら役に立つというお金の出し方ではなく、長い視点で科学を支えていく社会の余裕が大事[38][40]」と述べ、基礎研究に対する理解を求めた。これに対して、当時科学技術政策担当大臣を務めていた鶴保は、同年10月4日、「社会に役立つか役立たないかわからないものであっても、どんどん好きにやってくださいと言えるほど、この社会、国の財政状況はおおらかではない」と述べ、大隅に反論した[38][3]。

### 部落問題
- 2014年6月、部落解放同盟和歌山県連合会第59回定期大会に祝電を送った[41]。
- 2016年12月9日、第192回国会で部落差別の解消の推進に関する法律案（衆議院提出）に賛成票を投じた[42]。

### その他
- アベノミクスについて、2022年の毎日新聞社のアンケートで回答しなかった[23]。
- 「原子力発電への依存度を今後どうするべきか」との問題提起に対し、2022年のNHKのアンケートで「下げるべき」と回答[22]。
- 国会議員の被選挙権年齢の引き下げについて、2022年の毎日新聞社のアンケートで「反対」と回答[23]。
- 2016年の米国大統領選挙について「ドナルド・トランプとヒラリー・クリントンのどちらを支持するか」との問いに対し、2016年の毎日新聞社のアンケートで「クリントン」と回答[43]。
- 2016年2月8日、高市早苗総務大臣は、放送局が政治的公平性を欠く放送を繰り返した場合、電波法に基づき電波停止を命じる可能性に言及した[44]。安倍晋三首相は2月15日の衆議院予算委員会で野党の批判に反論し、高市の発言を擁護した[45]。政府の姿勢をどう思うかとの問いに対し、2016年の毎日新聞社のアンケートで「問題とは思わない」と回答[43]。
- 参議院不要論に対しては、「一院への過度の権限の集中を避けるという参議院の役割は極めて重要」「党派にとらわれない長期的な視野に立った政策立案、決算重視など衆議院の立法に対するチェック機能がある」として、否定的[46][47]。
- 参議院の選挙制度は、憲法を改正した上で「各都道府県から必ず1人は選出できるよう明文規定すべき」としている[31]。
- 入学式や卒業式で日の丸を掲揚し、君が代を斉唱するのは「義務だ」とする[48]。
- 環太平洋経済連携協定（TPP）に関して、2011年の時点では反対していた[49][50]。その後、態度を変え、TPP承認案には賛成とし[51]、その理由として、「海外産の安価な農産物が国内に入ってくることは確かに脅威かもしれませんが、和歌山産の高品質な果樹、花き類を海外に輸出するチャンスとも言えます。まずは農産物輸出の大きな壁となる、植物検疫条件に関する取り決めを進め、販路拡大の道筋をつけていきます」と説明している[52]。
- 消費税に関して、新進党に所属していた1996年の時点では消費税引き上げは景気悪化を招くという理由から「消費税5％への引き上げは断固反対」としていた[25]。5%引き上げ後も「大幅減税でまず景気回復、経済構造改革、そして財政再建を行う」として「消費税は3%に戻すべき」と唱えた[46]。さらに所得税や法人税も引き下げるべきとした[46]。自民党移籍後は態度を変え、消費税率の引き上げを主張するようになり、2010年には「消費税率は10%が望ましい」とし[29]、「6年以内に消費税率の引き上げが必要」とした[53][54]。
- 原発問題に関して、1996年の時点では「環境を破壊しながらエネルギーを生産しても、破壊された環境を回復するためにコストがかかるので、これ以上の原発建設は必要ではありません」としていた[25]。

## 不祥事・批判

### 公選法違反問題（1998年）
1998年、第18回参議院議員通常選挙の選挙運動で、鶴保の運動員である会社役員（和歌山県美浜町在住）および会社員（同町在住）が公職選挙法違反（買収）容疑で逮捕された。会社役員および会社員は同年6月末、鶴保への投票と票を取りまとめる報酬として現金数万円を手渡ししたとされる。そして現金数万円を受け取ったとして、和歌山県美浜町に住む団体役員が公職選挙法違反（被買収）容疑で逮捕された。
これとは別に、石油小売販売業者（和歌山県海南市在住）も鶴保への投票と票の取りまとめを依頼したとして、公職選挙法違反（供応）容疑で逮捕された。この石油小売販売業者は、6月16日ごろ、海南市内の飲食店で有権者6、7人に対し、それぞれ4000円から5000円程度の酒や食事の接待をしたとされる。

### 年金未納問題
2004年、年金未納問題が浮上した際、鶴保は「未納があるかないかも回答できない」として、国民年金保険料についてのアンケート調査への回答を拒否した。ほかの和歌山県選出の自民党議員（谷本龍哉、石田真敏、二階俊博、世耕弘成）も同様に回答を拒否した。
しかしその後、鶴保が1995年4月から1997年4月および1998年7月の合わせて5年4カ月間にわたって年金を支払っていなかったことが発覚した。これに関して鶴保は「諸般の事情で払うことがかなわなかった」と説明している。

### 公選法違反問題（2004年）
2004年、第20回参議院議員通常選挙で、和歌山県日高郡由良町の渡船業者が鶴保への投票を依頼したとして、公職選挙法違反（供応買収）容疑で逮捕された。この渡船業者は、鶴保への投票と票の取りまとめの報酬として、和歌山市内の飲食店で知人4人に対し1人あたり1万円相当の飲食（焼肉など）の接待をした。

### 速度違反による度重なる摘発・検挙
2006年10月10日夕方、鶴保が大阪府河内長野市内にある国道（運転制限速度60キロ）で乗用車を時速95キロで運転し、制限速度を35キロ超過したとして、大阪府警河内長野署に道路交通法違反の容疑で検挙された
。大阪府警は同年11月、鶴保を羽曳野区検察庁に書類送検した。鶴保はその後、和歌山区検察庁から道交法違反の罪で略式起訴され、同年12月20日、和歌山簡易裁判所から罰金の略式命令を受けた。
鶴保は、「会合に出席後、関西空港に向かう途中だった。夜は東京でも会合があり、搭乗時間が迫っていたので、ついスピードを出し過ぎた」と釈明し、「今後は襟を正す」と述べた。また、自身のウェブサイトに「どこからこんな情報が出るんですかね」「急いでいたとはいえスピード違反はよくありませんね。反省」、「反省。反省。数年ぶりの交通違反。また襟を正さねば」とコメントを書き込んだ。
また2016年7月2日には再び速度違反で鶴保は摘発されている。午前7時55分頃、大阪府和泉市内の高速道路（制限速度80キロ）で車を運転中、時速123キロで走行、制限速度を43キロ超過した。速度違反自動取り締まり装置「オービス」に記録され、反則切符のなかでも重い「赤切符」が交付された。大阪府警は8月、道路交通法違反容疑で書類送検した。鶴保は行政処分で30日間の免許停止となった。
事件発覚後、鶴保は、大臣業務は続けるとして辞任を否定した。その上で、「（速度違反は）7月の頭だと思うが、具体的には忘れている。取り締まられたことは知らず、「あ、そんなに（速度が）出ていたのか」と後で思った」「参議院選挙で他の候補者の応援演説に行く途中だった。渋滞に巻き込まれて急いでいた」と述べた。そして、「今後、しっかり襟を正していきたい」「襟を正して職務にまい進していく」「襟を正して職務に精励したい」「襟を正して頑張る、それに尽きる」などと釈明した。さらに、「これも一つの経験だと前向きにとらえる」とした。
その後、鶴保が東京在住のため大阪から東京に移送され、略式手続は東京区検察庁が担当した。東京区検察庁は9月16日、鶴保を道路交通法違反（速度超過）の罪で略式起訴し、発表した。同日、東京簡易裁判所は罰金の略式命令を出した。
罰金6万円を即日納付した鶴保は「襟を正してがんばります」とのコメントを出し、鶴保の事務所も「今後、襟を正して、職務に励んでまいります」とコメントした。
10月26日の衆院内閣委員会でこの件が取り沙汰された際、鶴保は「免許停止の状態は受けました。めでたくも（免許は）返ってきた。襟を正して頑張ってまいりたい」と述べた。さらに、2006年および2016年の道交法違反以外に交通違反で略式起訴されたことがあるか質問された鶴保は、「スピード違反だったかは分からないが、あったかもしれない」と回答し、否定しなかった。その上で、「交通違反だけでなく、さまざまな点で私は襟を正さねばならないと思う」と述べた。

### 丸山組問題
2006年、和歌山県発注の下水道工事に絡んだ談合事件で会長らが逮捕された建設会社「丸山組」（和歌山県海南市）から、鶴保が10年間にわたり不当に安くマンションを借りていたことが発覚した。マンションはJR海南駅から約300メートル離れた築28年（当時）6階建てで、鶴保は1996年頃からその4階部分の一室を自宅として借りていた。鶴保は月額3万円で丸山組からマンションを借りていたが、これは相場から3万円ないし4万円ほど安かった。この問題に関して鶴保は「（丸山組と）やましい関係はない」と話し、鶴保の事務所も、「（丸山組から）安い価格でマンションを提供してもらっているが、見返りに便宜を図ったことはない」と説明した。
なお、鶴保は、丸山組から計440万円の献金を受けていた。石田真敏議員や二階俊博議員も丸山組から献金を受けていたことが発覚しており、3人とも和歌山県から選出された自民党所属議員であった。これに関して鶴保の事務所は「適切に処理して何ら問題のない献金」と釈明している。

### 牧野組問題
鶴保が代表を務める自民党支部が、2008年に贈賄容疑で社長が逮捕された土木会社「牧野組」（和歌山県九度山町）から献金を受け取っていた。政治資金収支報告書によると、1年間で計65万円の献金を受けており、そのうち45万円は処分後であった。鶴保の事務所は、「法にのっとって処理している。担当者は処分を知らず、道義的問題については事実関係を調べ考えたい」、「確認を怠った事務的なミス。法的に問題はないが、返還する方向で適切に対処したい」と述べた。

### 政治資金キャバクラ等支出問題
2014年11月、鶴保が代表を務める自民党支部が、女性が接客するキャバクラやラウンジの飲食代5回分、計約25万6千円を2013年分の政治活動費として支出していたことが発覚した。報告書や領収書によると、2013年2月に六本木のキャバクラで計8万8千円を「会合費」として支出し、同年6月に六本木の別のキャバクラで3万円などを「会費」として支出していた。さらに、2012年にもラウンジやクラブの飲食代3回分、計17万円を政治活動費として支出していた。同支部の会計責任者は「誤解を招く支出だった」としており、鶴保の秘書も「不適切な支出だった」と認めた。
これとは別に、和歌山市内のクラブなど3店でも3回にわたり会合代などとして約13万8千円を支出していたが、鶴保の秘書は、こちらは「後援会などとの会合で、仕事として参加したもので適切」としている。
2017年、鶴保の事務所が、銀座にあるキャバレーでの飲食代1万9400円分を2013年度の政治活動費として支出していたことが判明した。このキャバレーは、20代から30代の女性100人ほどがフロアレディーとして在籍する賑やかなキャバレーとして知られており、仕事の打ち合わせができるような場所ではないと指摘される。なお、鶴保の事務所は、この事実が判明する前の2016年10月に収支報告書を訂正し、このキャバレーへの支出を削除していた。

### 女性問題と妊婦に対する暴言
2016年8月、複数の週刊誌で鶴保が18歳年下の女性とのトラブルが報じられる。2011年から交際が始まったが、2013年夏に女性の妊娠が発覚。女性は間もなく生まれてくる子どものことを考え、「早く入籍したい」と訴えていたが、鶴保は最初拒否。鶴保の両親、とりわけ母が2人の結婚に乗り気ではなかった。鶴保は入籍する条件として同時に離婚届を女性が書くことを要求、しぶしぶ鶴保は入籍した。
妊娠している女性に対して、鶴保は「寝転がる時は俺に断ってからにしろ!」「トロトロ歩くな!早く歩け」といった暴言を浴びせかけたとされる。こういった一連の鶴保の言動に対して、週刊新潮は「鶴保は冷血漢」などと報じた。そして出産2ヶ月後の2014年4月、女性が知らない間に鶴保が離婚届を提出。女性は養育費月額10万円を支払ってもらうことにして離婚に同意した。しかし2015年10月からは、その養育費の支払いが滞った。鶴保は「養育費に関しては振込先口座の変更があったため一時的に支払いを停止していた」と述べている。
女性の父は鶴保について「彼は立派な職業についておられる方ですが、思っていた人柄とは全く違っていたのでがっかりすることの連続でした」と述べている。

### 違法パーティー券販売問題
2013年、鶴保の資金管理団体「鶴翔会」が開催した政治資金パーティーで、政治資金規正法で定められた上限を超える300万円分のパーティー券を販売していたことが発覚した。鶴保の知り合いである山梨県にある観光振興を目的とするNPO法人の副代表などが、法令の上限を超えるパーティー券を他人名義で購入するなど偽装工作をしていた。副代表によると、パーティー券の購入直後の1月16日に当時国土交通副大臣の鶴保と国土交通副大臣室で面会していた。
同年3月、このNPOは国土交通省が所管する観光庁の補助事業「官民協働した魅力ある観光地の再建・強化事業」の支援先（補助金上限1500万円）に約8倍の競争率を突破して選ばれた。このNPOはさらに、翌年2月に「観光地ビジネス創出の総合支援」（補助金上限700万円）にも選ばれた。これに関しては、「最初のパーティ券購入からこのNPOがトントン拍子で補助金対象に選ばれていることを考えると、鶴保氏が何らかの"口利き"があったと見るのが自然だ。少なくとも鶴保氏は、最初の補助金決定の際は副大臣の座にあり、その職権によって便宜を図っていたとなれば、明らかに収賄にあたるだろう」「鶴保氏は口利きなどの便宜を図った疑惑を否定しているが、外形上はかなり怪しい」などと指摘されている。『毎日新聞』は社説で「政治資金問題といい、一連の発言（「「土人」「シナ人」発言に対する見解」の項を参照）といい、閣僚としての資質に大きな疑問がある」と論じている。
2016年11月21日、鶴保は「事務所では適正に処理した認識だったが、まずは襟を正す意味で返金した」と述べ、300万円は購入者に返金したとした。菅義偉官房長官はこの件に関して「国民に不信を持たれないよう説明責任を果たしていただきたい」と述べた。また、与党公明党の井上義久幹事長も政府与党協議会で「鶴保氏には説明責任を果たしてもらいたい」と強調した。野党民進党の野田佳彦幹事長は「国会できちんとした説明がされていない。しっかり調べたうえで説明責任を果たしてもらわなければいけない」と述べ、さらに詳細に説明するよう求める考えを示した。
そのほか、「鶴翔会」が2013年10月に開いた政治資金パーティーで、前年に法人税法違反容疑で逮捕された免税店経営会社（東京都新宿区）の台湾系米国人社長が、自社の役員名義でパーティー券を100万円分購入していたことも判明した。なお、鶴保は、2012年に国土交通副大臣に就任し、2013年の退任後も自民党観光立国調査会の事務局長として外国人観光客向けの免税対象品目拡大に取り組んでいた。そのため、「利害関係者からカネを受け取り、その見返りに動いていた可能性もある」と指摘されている。

### 政治資金ゴルフ代支出問題
鶴保が代表を務める自民党和歌山県参院選挙区第2支部が、2015年10月にゴルフ代2回分計2万9270円（和歌山県紀美野町のゴルフ場にそれぞれ1万3000円と1万6270円）を政治活動費として支出したことが2016年11月30日に県選挙管理委員会が公表した同年分の政治資金収支報告書で判明した。この件について事務所の担当者は、「業務の一環で支出に問題はないと考えている」と話したが、他方で「政治資金をめぐる国民の目線は厳しく、今後、どのような支出の形にすべきか考える余地はある」とも語った。
なお、同支部は2013年には3回分計約3万3000円を、2014年には6回分計約9万2000円を「ゴルフ代」として政治資金から県内外のゴルフ場に支出していた。

### 辺野古埋め立て工事業者に面会費要求及び公選法違反疑惑
辺野古の移転に関係する、埋め立て工事問題で鶴保に陳情を行った鹿児島県の採掘業者が、後援会長である鶴保に数十万から数百万の面会料を要求され、現鶴保沖縄担当相に渡したと業者の証言から報道された。陳情は11回繰り返され、面会料は合計850万に上るという。関係者の証言によると、面会料の他にも参院選の選挙運動で動員したメンバーの給与や、有権者との飲み会の懇談の資金も業者が数百万負担したと説明しており、さらにこれを合計するなら一千万に膨れ上がる計算となった。他にも鶴保が陳情の面会費が入った封筒を受け取った時、一人で大臣室に入ったと話している。この報道を受けた鶴保は「私にはまったく身に覚えがない」などと主張している。

### 「土人」「シナ人」発言に対する見解
2016年10月18日、米軍北部訓練場のヘリコプター離着陸帯（ヘリパッド）の建設をめぐって大阪府警察に所属する20代の機動隊員が市民に対して「ぼけ、土人が」と発言し、同じく大阪府警察に所属する別の20代の機動隊員が市民に対して「黙れ、こら、シナ人」と述べた。
当時沖縄及び北方対策担当大臣だった鶴保は、「土人」発言については「大変残念な発言」であるとして「襟を正して警備に当たってほしい」と述べたが、同時に自分はこの発言が間違っていると言う立場にはないと述べ、さらにこの差別発言は「ことさら我々がこれは人権問題だと考えることではない」との見解を示した。その後、10月31日には、発言は許されないとした上で、「本当に差別かどうかということになるといろんな問題が出てくると思う」として、「土人」発言が差別発言にあたるかどうかは判断できないとの見解を改めて示した。また、11月8日に行われた参院内閣委員会でも「『土人である』と言うことが差別であるとは個人的に断定できない」と述べ、「言論の自由はもちろんどなたにもある」と擁護した。
鶴保の発言に対して野党から批判の声が上がった。社民党の又市征治幹事長は「そういう認識の人が沖縄担当相というのが本当にあきれかえる。資格がない、辞めてもらいたい」と厳しく批判した。民進党の福山哲郎幹事長代理も「非常に遺憾であり、許すことはできない」「沖縄県民の心情を踏みにじり、沖縄の歴史を理解しない非常に不穏当な発言」と批判し、「沖縄の問題にあたる資格がある大臣の発言なのか問われる」と述べた。同じく民進党の蓮舫代表も「法相や官房長官でさえも問題視したものを担当閣僚がこんな考え方で沖縄に向き合うことができるのか」と批判した。同党の江田憲司代表代行は、「どうして撤回されないのか、全く理解できません。こんな言語道断な沖縄担当大臣を任命しているってことはね、これは、一人大臣の問題ではなくて、安倍総理にはね返ってくる問題ですからね。一刻も早く交代させたらいいんじゃないでしょうか」と述べ、「一刻も早く辞めるのが筋だ」として大臣辞任を求めていく考えを示した。同党の野田佳彦幹事長は、「大臣の資質に欠ける懸念を強く持っている」とした。日本共産党の穀田恵二国対委員長は、「選挙と沖縄振興策はリンクしている」とした鶴保の過去の発言（「「自民候補の当選と振興はリンク」発言」の項を参照）を踏まえつつ「沖縄担当相にふさわしくないことが一層明らかになった。辞任を求めたい」と訴えた。同党の田村智子参院議員も、「『土人』『シナ人』という言葉は、『自分よりも劣る民族、人種』という意味で、差別的な侮蔑用語として使われてきた。それ以外に使われた例なんて、私、聞いたことがない」「鶴保氏は『個別の判断はできない』と言うが、県民感情を傷つけたのかどうかも判断できないなら、沖縄担当相の資格はない」と批判した。
さらに与党からも批判の声が上がった。公明党の井上義久幹事長は、「特に沖縄の皆さんが、これを差別だというふうに受け止めているということを重く見て、これは、きちっとしなければいけないことだというふうに思ってます」「（「土人」という言葉は）いわゆる報道規制用語、差別用語という位置付けになっている。沖縄県民の長年の思いとして沖縄蔑視、差別の象徴としてこの言葉をとらえているということを重く見る必要がある」と述べ、「土人」発言が差別にあたるとの認識を鶴保に促した。また安倍政権内部からは「なぜ鶴保氏を起用したのかわからない」との声も上がった。
沖縄県からも反発の声が上がった。沖縄県民は鶴保の発言を「県民に対する侮辱だ」と受け止めており、翁長雄志知事も「沖縄の歴史が分かっていれば、出てこない（発言）と思う。発言は大変遺憾で残念だ」「沖縄担当相は閣僚で一番沖縄に気持ちを寄せて振興のために頑張っていく立場にあるのだから、言動が複数回話題になることは大変残念で遺憾だ」「鶴保氏については、担当相として沖縄というものへの理解が進んでいないのではないかということが就任後からあった。なぜ沖縄担当相という役職があるのかということも含め、もし議論する機会があったらしっかりと伝えたい」と苦言を呈した。謝花喜一郎知事公室長も「県民の心情を理解していないものであり、大変残念だ」と不快感を示した。

### 公設秘書の不適切行動
2021年1月7日、菅首相は、東京都、埼玉県、千葉県、神奈川県の1都3県において新型コロナウイルスによる緊急事態宣言を1月8日に出すと発表した。緊急事態宣言が発令された1月8日夜、鶴保の公設秘書2人と、門博文衆議院議員の公設第2秘書は和歌山市内の韓国料理店で食事をとった後、別の和食居酒屋へ移動。そして3軒目の市内のカラオケバーで、3人とも新型コロナウイルスに感染した。同カラオケバーでの感染者は店員を含め計12名におよび、1月21日、和歌山県は県内21例目の「クラスター」と認定した。

### 統一教会との関係
- 2016年9月1日、統一教会の関連団体「世界日報社」のインタビューに応じた[153]。
- 2022年4月、統一教会の関連団体の会合に出席した[154]。
- 2022年6月、参議院選挙の期間中に、教団施設「和歌山家庭教会」で開かれた会合に出席して演説した[155]。
- 2022年7月から8月にかけて、共同通信社は、全国会議員712人を対象に、統一教会との関わりを尋ねるアンケートを実施。8月31日に各議員の回答の全文を公表した。鶴保は献金やパーティー券購入の有無、選挙活動への支援の有無、集会への出席などすべての項目にわたり「ない」と回答した[156][157]。
- 2023年1月20日、前述の「和歌山家庭教会」で演説したとする記事が『FRIDAY』に掲載された[155][158]。記事では、教団創始者の文鮮明と現総裁の韓鶴子の写真の横で演説する様子を映した写真も掲載されていた[155][158]。1月23日、鶴保は、週刊誌報道について国会内で記者団の取材に応じ、記事の内容を認めた上で「行ったことの事実は消せない。誤解を与えないように、間違ったメッセージが国民のみなさんに伝わらないようにこれから努力をしていかなければしょうがない」と述べた[158][159]。また、2022年4月に教団の別の関連団体の会合にも出席したことも明らかにした[154][160]。鶴保は、2022年9月に自民党が実施した調査に報告しなかったことについても問われ、「統一教会主催の会合だと認識していなかった」と答え、1月16日に党に報告したとしている[154][161]。

### 「運のいいことに能登で地震があった」発言
2025年7月8日午後、参議院議員選挙の和歌山県選挙区から立候補した二階伸康が和歌山市内のホテルで開催した演説会に応援弁士として出席した。鶴保は二階の選対副本部長でもあった。この時、全国遊説中の石破茂首相も出席することから、テレビ局のカメラも入っていた（石破が会場に到着したのは鶴保の演説が終わった後である）。そのような中、鶴保は能登半島地震と、その震災後に成立・施行した「広域的地域活性化のための基盤整備に関する法律の一部を改正する法律」、通称「二地域居住促進法」とを引き合いに出し（鶴保は自民党の二地域居住推進議員連盟の会長に就いていた）、次のように演説した。
「運のいいことに能登で地震があった」と言ったこと、「珠洲市（すずし）」を読めずに「たま…なんだっけ」と言ったことが各メディアで大きく報じられた。
翌9日、自民党の森山裕幹事長は鶴保に電話で厳重注意した。同日午前11時、鶴保は和歌山市内で記者会見し、発言の意図は二地域居住の議論を説明することだったとした。「運のいいことに」という発言は撤回・謝罪したものの、議員辞職や離党は否定した。
鶴保は会見中、時々薄ら笑いを浮かべたため、会見の中継を見ていた元自民党議員は、参院選において与党の情勢不利が伝えられていることもあり、「駄目だ、火に油を注ぐ」と叫び、小沢一郎事務所で同僚だった石川知裕も「半笑いにあの人の全てが凝縮されているような気がする」と自身のXに綴った。石川の批判は、投稿から3時間で1万を超えるインプレッションがあるなど大きな反響を呼んだ。同日午後、森山幹事長は鹿児島市で記者会見し、「極めて不適切だ」と指摘し、参院選への影響について「決してプラスにはならない」と述べた。公明党の斉藤鉄夫代表もXを更新し、「能登半島地震で苦しむ被災者の気持ちを軽視するもので、到底容認できない」と批判した。
同月11日、輪島市、珠洲市、能登町、穴水町の4市町議会は、「被災者を傷つけたことは看過できない」などとして、鶴保と自民党の森山幹事長宛てに連名の抗議文を送付した。また輪島市議会は単独で、「絶対に許すことはできない」との抗議文を鶴保に送付した。
同月14日、発言の責任をとりたいとして、参議院予算委員長の辞任願を関口昌一参議院議長に提出し、許可された。
同月16日、石川県の8つの町議会の議長でつくる「石川県町村議会議長会」の福田晃悦会長は自民党本部を訪れ、抗議文を提出した。さらに議員会館にある鶴保の事務所も訪れ、「責任ある対応を強く要望する」などとする抗議文を提出した。福田は記者団に対し「予算委員長を辞めたから、それで手打ちだというのは非常に恥ずかしい対応だと思う。厳正な処分を求めたい」と述べた。
同月7月20日、参議院議員選挙執行。投票締め切りの20時からほどなく読売新聞は無所属の望月良男の当選確実を報じ、二階伸康は敗れた。自民党県連関係者は鶴保の発言を挙げ、「票を減らす大きな批判につながった」と苦い顔で語った。

## 選挙歴
| 当落 | 選挙                     | 執行日         | 年齢 | 選挙区         | 政党       | 得票数     | 得票率 | 定数 | 得票順位 /候補者数 | 政党内比例順位 /政党当選者数 |
| ---- | ------------------------ | -------------- | ---- | -------------- | ---------- | ---------- | ------ | ---- | ------------------ | ---------------------------- |
| 落   | 第41回衆議院議員総選挙   | 1996年10月20日 | 29   | 和歌山県第2区  | 新進党     | 4万8048票  | 33.74% | 1    | 2/3                | /                            |
| 当   | 第18回参議院議員通常選挙 | 1998年07月12日 | 31   | 和歌山県選挙区 | 自由党     | 22万1592票 | 42.69% | 1    | 1/4                | /                            |
| 当   | 第20回参議院議員通常選挙 | 2004年07月11日 | 37   | 和歌山県選挙区 | 自由民主党 | 25万5478票 | 53.83% | 1    | 1/4                | /                            |
| 当   | 第22回参議院議員通常選挙 | 2010年07月11日 | 43   | 和歌山県選挙区 | 自由民主党 | 27万3960票 | 56.79% | 1    | 1/3                | /                            |
| 当   | 第24回参議院議員通常選挙 | 2016年07月10日 | 49   | 和歌山県選挙区 | 自由民主党 | 30万6361票 | 69.18% | 1    | 1/3                | /                            |
| 当   | 第26回参議院議員通常選挙 | 2022年07月10日 | 55   | 和歌山県選挙区 | 自由民主党 | 28万3965票 | 72.06% | 1    | 1/5                | /                            |

## 資産公開
2017年1月4日に公開された参議院議員の資産等報告書によれば、2016年の鶴保の資産は、和歌山県岩出市と東京都港区にある土地3カ所および建物2カ所の固定資産税課税標準額が計4667万円。さらに普通自動車2台を所有し、2000万円の定期預金を有する。そのほか普通預金なども有すると見られるが、資産公開の対象外のため、その額は不明。
鶴保の資産（計6667万円）は、2016年に当選した参議院議員121人の中で7番目に多い。

### 2016年資産公開
2016年に公開された鶴保の資産は以下のとおりであった。鶴保は、資産公開にあたって、「厳しく、しっかりとしなければいけないと周りからも言われ、私自身もこの資産公開はしっかりと作ったつもりだ」とコメントした。しかしその後、東京都港区に所有する土地と建物について未報告だったとして2015年の資産等補充報告書の訂正を参議院事務局に届け出た。これについて鶴保の事務所は、「事務所のミスで提出を怠っていた」と説明している。
鶴保は、2015年11月に東京都港区芝にあるタワーマンション30階の126平方メートルの一室を購入した。1億3000万円の抵当権が設定済みの「億ション」とされている。国会議員は毎年末の時点で増えた資産があればそれを報告する義務があるが、2015年末の補充報告書にはこの物件の記載はないため、「明確な法令違反」であると指摘されている。なお、鶴保は、港区芝のマンション一室を購入した後も引き続き議員宿舎に部屋を借りていたが、都内に住居を持っている議員は原則として議員宿舎に入居できないことになっているため、これは「ルール違反」であると指摘されている。鶴保はその後、2015年の資産等補充報告書の訂正を届け出た2016年9月末に議員宿舎を引き払った。
2011年に公開された資産等報告書では鶴保は和歌山駅近くのマンションの一室を所有していると報告されていたが、2016年の資産公開では鶴保が同マンションを引き続き所有しているにもかかわらず報告されていない。この問題について鶴保の事務所は、「兄に譲渡したものであり、兄に確認したところ所有権移転登記を怠っていた」と説明している。なお、登記上の所有に基づく固定資産税はどう処理したのか、譲渡所得税は適切に支払っているのかについてはわかっていない。
その後、2017年1月になってもマンションの名義は鶴保本人のままとなっていることが確認された。これに関して鶴保の事務所は「前回ご回答させて頂きました通り、所有権移転登記に関しては現在手続き中であり、司法書士に確認したところ、近日中に完了するとのことでした」との説明を繰り返した。この問題について神戸学院大学の上脇博之教授は「現在も鶴保大臣の名義なら資産公開の対象となります。あくまでご自分の所有でないと仰るなら、きちんと名義を変更した上で、大臣としての説明責任を果たすべきです」と述べている。
| 種類 | 場所               | 面積              | 資産      | 備考 | 出典    |
| ---- | ------------------ | ----------------- | --------- | ---- | ------- |
| 土地 | 和歌山県岩出市桜台 | 0994 平方メートル | 0488 万円 | 自宅 | [ 188 ] |
| 土地 | 東京都港区         | 0002 平方メートル | 0223 万円 |      | [ 188 ] |
| 土地 | 東京都港区         | 0018 平方メートル | 1906 万円 |      | [ 188 ] |
| 土地 | 計                 | 計                | 2617 万円 |      | [ 188 ] |
| 建物 | 和歌山県岩出市桜台 | 0318 平方メートル | 1867 万円 | 自宅 | [ 188 ] |
| 建物 | 東京都港区         | 0212 平方メートル | 2290 万円 |      | [ 188 ] |
| 建物 | 計                 | 計                | 4157 万円 |      | [ 188 ] |
| 合計 | 合計               | 合計              | 6774 万円 |      | [ 188 ] |

### 2011年資産公開
2011年に公開された参議院議員の資産等報告書によれば、鶴保の資産は計約3865万円だった。内訳は以下のとおりである。
| 種類 | 場所                 | 面積              | 資産      | 備考       | 出典                       |
| ---- | -------------------- | ----------------- | --------- | ---------- | -------------------------- |
| 土地 | 和歌山県岩出市桜台   | 0994 平方メートル | 0579 万円 | 自宅       | [ 注釈 2 ] [ 191 ] [ 192 ] |
| 土地 | 和歌山県和歌山市黒田 | 0024 平方メートル | 0057 万円 | マンション | [ 191 ]                    |
| 土地 | 計                   | 計                | 636 万円  |            | [ 191 ]                    |
| 建物 | 和歌山県岩出市桜台   | 0318 平方メートル | 2302 万円 | 自宅       | [ 注釈 2 ] [ 191 ] [ 192 ] |
| 建物 | 和歌山県和歌山市黒田 | 0094 平方メートル | 0927 万円 | マンション | [ 191 ]                    |
| 建物 | 計                   | 計                | 3229 万円 |            | [ 191 ]                    |
| 合計 | 合計                 | 合計              | 3865 万円 |            | [ 191 ]                    |

### 2005年資産公開
2005年に公開された参議院議員の資産等報告書によれば、鶴保の資産は以下のとおりであった。
| 種類 | 場所                 | 面積              | 資産       | 備考       | 出典    |
| ---- | -------------------- | ----------------- | ---------- | ---------- | ------- |
| 土地 | 和歌山県和歌山市黒田 | 0024 平方メートル | 0058 万円  | マンション | [ 193 ] |
| 土地 | 東京都港区高輪       | 0011 平方メートル | （未評価） | マンション | [ 193 ] |
| 土地 | 計                   | 計                | 58 万円    |            | [ 193 ] |
| 建物 | 和歌山県和歌山市黒田 | 0094 平方メートル | 0930 万円  | マンション | [ 193 ] |
| 建物 | 東京都港区高輪       | 0051 平方メートル | （未評価） | マンション | [ 193 ] |
| 建物 | 計                   | 計                | 930 万円   |            | [ 193 ] |
| 合計 | 合計                 | 合計              | 988 万円   |            | [ 193 ] |

### 1999年資産公開
1999年に公開された参議院議員の資産等報告書では、鶴保の資産は以下のとおり「報告する資産なし」とされていた。鶴保は、「30歳そこそこの独身にしてはやや少なめといったところです。選挙でもカンパしていただいていたほどで、報告するような資産はありません」と話した。
| 種類 | 場所 | 面積 | 資産   | 備考 | 出典            |
| ---- | ---- | ---- | ------ | ---- | --------------- |
| 土地 |      |      | なし   |      | [ 195 ] [ 194 ] |
| 建物 |      |      | なし   |      | [ 195 ] [ 194 ] |
| 合計 | 合計 | 合計 | 0 万円 |      | [ 195 ] [ 194 ] |

## 人物
- 2001年から自民党の野田聖子衆議院議員と事実婚の関係を続けていたが、5年間で関係を解消した[196][197]。2021年の総裁選では野田の推薦人集めに大きく貢献したと報じられた[198]。
- 2010年10月18日の決算委員会冒頭、同月14日の参院予算委員会における山本一太の質疑に対し内閣官房長官仙谷由人が「新聞記事の内容を確認する質問など聞いたことがない」と答弁したこと、同月15日に政府参考人として招致された古賀茂明に対し「こういう場に呼び出すやり方ははなはだ彼の将来を傷つける」と発言したことについて、「国会を冒涜するもの」「品位を汚す」と述べ、決算委員長として異例の注意を行った[199]。
- 2012年4月20日、参議院本会議で国土交通大臣前田武志及び防衛大臣田中直紀に対する問責決議が可決された後、自民党は審議拒否を行って自民党所属の議員は退席したが、議院運営委員長の鶴保は退席せず、同日の本会議を閉会まで見届けた。鶴保は「前例はないが、議事を見届けるのは当然だ」と述べつつも「一人でいるのは寂しかった」とも語った[200]。
- 日中国会議員書画展へ書画を提供している[201]。

## 所属団体・議員連盟
- 棚田振興議員連盟（会長）[202][203]
- ワーケーション推進議員連盟（会長）[203]
- 水産政策推進議員連盟（副会長）[203]
- 自民党農村基盤整備議員連盟（副会長）[202][203]
- 与党関西国際空港推進議員連盟（事務局長）[202][204][203]
- 自民党たばこ議員連盟[205]
- 日中友好議員連盟[202][注釈 3]
- 上海万博協力議員連盟[202][注釈 3]
- 日韓議員連盟[202][注釈 3]
- 日華議員懇談会[202][注釈 3]
- 日本インド友好議員連盟[202][注釈 3]
- 日・ネパール友好議員連盟[204]
- 日本ベトナム友好議員連盟[202][注釈 3]
- 日本アフガニスタン友好議員連盟[202][注釈 3]
- 日本・欧州評議会友好議員連盟[202][注釈 3]
- 日本ラトヴィア友好議員連盟[202][注釈 3]
- 日本リトアニア友好議員連盟[202][注釈 3]
- 日本アフリカ連合(AU)友好議員連盟[202][注釈 3]
- 日本マリ共和国国会議員連盟[202][注釈 3]
- 外国人材交流推進議員連盟[202][注釈 3]
- トラック輸送振興議員連盟[202][注釈 3]
- 京奈和自動車道推進議員連盟[202][204]
- 自動車整備議員連盟[202][204]
- 中古自動車議員連盟[202][注釈 3]
- 自転車活用推進議員連盟[202][注釈 3]
- フリーゲージトレイン導入推進議員連盟[202][注釈 3]
- LRT推進議員連盟[202][注釈 3]

- 一般空港を考える懇談会[202][注釈 3]
- 港湾議員連盟[202][注釈 3]
- 漁港漁場漁村整備促進議員連盟[202][注釈 3]
- 海岸保全整備推進議員連盟[202][注釈 3]
- 都市河川整備促進議員懇談会[202][注釈 3]
- 治水議員連盟[202][注釈 3]
- 海事振興議員連盟[202][注釈 3]
- 水産政策推進議員協議会[202][204]
- 捕鯨議員連盟[202][204]
- 大陸棚調査推進議員連盟[202][注釈 3]
- 日本の農産物等の輸出を飛躍的に推進する会[202][注釈 3]
- スポーツ議員連盟[202][注釈 3]
- テニス推進議員連盟[202][注釈 3]
- ハンドボール振興議員連盟[204]
- ボーイスカウト振興国会議員連盟[202][注釈 3]
- ガールスカウト推進議員連盟[202][注釈 3]
- 芸術議員連盟[202][204]
- 日本伝統文化活性化議員連盟[202][注釈 3]
- 映画議員連盟[202][注釈 3]
- 治山事業等促進議員連盟[202][注釈 3]
- 景観議員連盟[202][注釈 3]
- 自由民主党竹資源活用促進議員連盟[202][注釈 3]
- 生活衛生議員連盟[202][注釈 3]
- 骨髄バンク議員連盟[202][注釈 3]
- 花粉症等アレルギー症対策議員連盟[202][注釈 3]
- 看護技術者対策議員連盟[202][注釈 3]
- 禁煙推進議員連盟[202][注釈 3]
- 運動器の健康を増進させ健康寿命を延伸させる議員連盟[202][注釈 3]

- 栄養士議員連盟[202][注釈 3]
- 全国保育議員連盟[202][注釈 3]
- 精神障害者社会復帰促進議員懇話会[202][注釈 3]
- 障害者の小規模作業所を支援する議員連盟[202][注釈 3]
- 自由民主党建築設計議員連盟[202][注釈 3]
- 賃貸住宅対策議員連盟[202][注釈 3]
- 土地家屋調査士制度改革推進議員連盟[202][注釈 3]
- 神道政治連盟国会議員懇談会[202][注釈 3]
- 新憲法制定議員同盟[202][注釈 3]
- 組込イノベーション議員連盟[204]
- 国際産業 (IR) 振興議員連盟[204]
- 遺家族議員協議会[202][注釈 3]
- 全国温泉振興議員連盟[202][注釈 3]
- 世界観光機関 (WTO) 振興議員連盟[202][注釈 3]
- 国際観光産業としてのカジノを考える議員連盟[202][注釈 3]
- NPO議員連盟[202][注釈 3]
- 梅振興議員連盟[202][204]
- 弁理士制度推進議連[202][注釈 3]
- 東南海・南海地震対策推進議員連盟[202][204]
- 自民党人権問題推進懇話会[202][注釈 3]
- 自由民主党年金議員連盟[202][注釈 3]
- 真の地方財政の確立と地方の活性化をはかる議員連盟[202][注釈 3]
- 鳥獣捕獲緊急対策議員連盟[204]
- 日本の尊厳と国益を護る会[206]

## 顧問などを務める所属団体
- 株式会社東洋マテリアル 顧問[1]
- 財団法人日本ハンドボール協会 副会長[202][204]
- 財団法人日本余暇文化振興会 顧問[202][注釈 3]
- 和歌山県ハンドボール協会 顧問[202]、会長[204]
- 和歌山県武術太極拳連盟 会長[204]
- 和歌山県社会人サッカー連盟 顧問[202]、会長[204]
- 和歌山県サイクリング協会 副会長[202][204]
- 和歌山県マリンスポーツ連盟 顧問[202][注釈 3]
- 和歌山県緑資源造林協議会 顧問[202][注釈 3]
- 和歌山市交通指導員連絡協議会 顧問[202][注釈 3]
- 和歌山の観光を考える百人委員会 常任幹事[202][注釈 3]
- 和歌山県土地家屋調査士政治連盟 顧問[202][注釈 3]
- 和歌山県理容生活衛生同業組合 顧問[202][注釈 3]

- 和歌山県家具工業協同組合 顧問[202][注釈 3]
- 和歌山県行政書士会 顧問[202][注釈 3]
- 社団法人和歌山県公共嘱託登記土地家屋調査士協会 顧問[202][注釈 3]
- 社団法人和歌山県観光連盟 顧問[202][注釈 3]
- 社団法人和歌山県柔道整復師会 顧問[202][注釈 3]
- 社団法人全和歌山県鍼灸マッサージ師会 顧問[202][注釈 3]
- 社団法人和歌山県清掃連合会 顧問[202][注釈 3]
- 社団法人和歌山県産業廃棄物協会 顧問[202][注釈 3]
- 世界押花デザイン協会 顧問[202][注釈 3]
- まちづくり花の会 顧問[202][注釈 3]
- NPO法人よみかきパソコン 顧問[202][注釈 3]
- NPO法人コミュニティネット 顧問[202][注釈 3]

## 支援団体
- 全国たばこ販売政治連盟（2022年参院選組織推薦候補者）[207]